# Слобода-Яришівська
Слобода-Яришівська — село в Україні, у Яришівській сільській громаді Могилів-Подільського району Вінницької області. 
Населення становить 649 осіб (згідно з переписом населення 2001 р.) Селом протікає мальовнича річка Лядова.

## Історія
7 (20) листопада 1917 року, відповідно до Третього Універсалу Української Центральної Ради, увійшло до складу Української Народної Республіки.
12 червня 2020 року, відповідно до Розпорядження Кабінету Міністрів України від № 707-р «Про визначення адміністративних центрів та затвердження територій територіальних громад Вінницької області», увійшло до складу Яришівської сільської громади.
19 липня 2020 року, в результаті адміністративно-територіальної реформи та ліквідації Могилів-Подільського району (1923 — 2020), село увійшло до складу новоутвореного Могилів-Подільського району.
Місця описані у повісті М. В. Гоголя Тарас Бульба.
Місце народження Марії Оксентіївни Руденко (1915—2003) — заслуженого працівника культури України, талановитого педагога, поетеси, художниці, знаменитої фольклористки, засновниці та художнього керівника(протягом 33 років) фольклорно-етнографічного ансамблю «Горлиця»; художниці Фросини Онисько (1918—1976)
В околицях села знаходиться ботанічний заказник місцевого значення Звеняча долина.

## Населення

### Мова
Розподіл населення за рідною мовою за даними перепису 2001 року:
| Мова       | Відсоток |
| ---------- | -------- |
| українська | 98,31%   |
| російська  | 1,54%    |

## Гоголівські місця
Ці місця мають відношення до написання знаменитої повісті Миколи Гоголя «Тарас Бульба». Прототипом Тараса Бульби був предок відомого українського дослідника Миклухо-Маклая, курінний отаман Війська Запорізького Низового Охрім Макуха, дядько якого по батьковій лінії товаришував із Миколою Гоголем, коли той проживав у Могилеві-Подільському. Повість написана М. В. Гоголем у Миргороді під враженням родинних переказів Миклух. За визволення України з-під польської шляхти воювало, крім самого Охріма Макухи, також троє його синів — Омелько, Назар і Хома. Назар закохався у шляхетну панночку, доньку польського воєводи та перейшов на бік поляків. Зганьблені брати разом із товаришами вирішили викрасти зрадника, але на зворотному шляху на межі сіл Яришів та Слобода-Яришівська натрапили на варту. Хома загинув у нерівному бою, його вірного соратника, козака Байду полонили та закатували до смерті, підвісивши на гакові за ребро, а Омелькові з бранцем вдалося втекти і доставити полоненого брата до батька, який очікував у ліску на околиці Слободи-Яришівської. Курінний власноруч стратив сина-перевертня, вистреливши йому в груди з пістоля та скинув зі скелі на краю лісу. На згадки та перекази про історичні факти наклалися події Гоголівської повісті і згодом вказаний ліс місцеві мешканці почали називати Андріївським лісом, а скелю Андрієвою скелею. Одну з околиць Слободи-Яришівської досі у народі називають Бульбашівкою, а у Яришеві зупинку неподалік від хлібозаводу знають, як зупинка біля Байди. В пам'ять про проживання видатного письменника у Могилеві-Подільському встановлено пам'ятник М. В. Гоголю, його іменем названо площу та одну з вулиць міста.

## Люди
В селі народився Шубравський Василь Єфремович (1920—1992) — український літературознавець, шевченкознавець.